# أميريكو روكا
أميريكو روكا (بالإسبانية: Américo Rocca)‏ هو مصارع محترف مكسيكي، ولد في 22 سبتمبر 1952.

## روابط خارجية
- أميريكو روكا على موقع CageMatch worker (الإنجليزية)
- أميريكو روكا على موقع قاعدة بيانات المصارعة على الإنترنت (الإنجليزية)